# Velká skála (Bzí)
Velká skála u Bzí je archeologická lokalita jihozápadně od vesnice Bzí u Letin v okrese Plzeň-jih. Nachází se na výběžku vrchu Jezevčí skála v nadmořské výšce okolo 590 metrů. Lokalita je chráněná jako kulturní památka ČR.

## Historie
Výšinné sídliště na Velké Skále u Bzí bylo osídleno zejména příslušníky chamské kultury ve středním eneolitu, tj. v době 3100–2800 let před naším letopočtem. Méně intenzivní osídlení se na místě nacházelo ve střední době bronzové, kdy zde žili lidé ze skupiny mohylových kultur.
Výzkumem lokality se poprvé zabýval František Xaver Franc v roce 1882. Další výzkumy proběhly v sedmdesátých letech dvacátého století a v roce 2004.

## Popis lokality
Sídliště se nacházelo na buližníkové skále, která převyšuje okolní terén asi o dvacet metrů. Na členité vrcholové plošině s trojúhelníkovým půdorysem o straně 30–40 metrů nalezl F. X. Franc pozůstatky tří obydlí s plochou okolo 12 m². Kromě nich nalezl velké množství keramických střepů, z nichž sestavil celkem 52 nádob. Na základě četnosti střepů však odhadl, že se zde nachází pozůstatky 2300 nádob. Moderní badatelé předpokládají, že jejich množství bylo ještě větší, a na základě četnosti odhadují dobu osídlení skály na přibližně 250 let. Asi 2–3 % nalezené keramiky tvoří střepy nádob patřících ke kultuře kulovitých amfor. Kromě zbytků nádob se na Velké skále nalezly drobné artefakty broušené a štípané industrie, keramické přesleny a závaží.